# Irina Moesjailova
Irina Vladimirovna Moesjailova (Russisch: Ирина Владимировна Мушаилова) (Krasnodar, 6 januari 1967) is een voormalig atlete uit Rusland.
Op de Olympische Zomerspelen van Barcelona in 1992 nam Moesjailova deel aan het onderdeel verspringen. Omdat de Sovjet-Unie geen sporters meer kon afvaardigen, nam ze deel voor het Gezamenlijk team van enkele voormalige Sovjet-republieken.
Moesjailova haalde de finale, waarin ze vijfde werd, met een sprong van 6,68 meter.
- World Athletics: 14298686